# Cantó de Sartilly
El cantó de Sartilly és un cantó francès del departament de la Manche, situat al districte d'Avranches. Té 13 municipis i el cap es Sartilly.

## Municipis
- Angey
- Bacilly
- Carolles
- Champcey
- Champeaux
- Dragey-Ronthon
- Genêts
- Jullouville (part)
- Lolif
- Montviron
- Saint-Jean-le-Thomas
- Saint-Pierre-Langers
- Sartilly

## Història
| Data d'elecció                           | Identitat                  | Partit        | Qualitat |
| ---------------------------------------- | -------------------------- | ------------- | -------- |
| 1945-1976                                | Jean Drouet de Montgermont | Divers droite |          |
| 1976-1988                                | Pierre François            | Divers droite |          |
| 1988-2011                                | Denis Rault                | Divers droite |          |
| 2011-                                    | Jacques Thouvenot          | Divers droite |          |
| les dades anteriors no són pas conegudes |                            |               |          |
|                                          |                            |               |          |

## Demografia
| A partir de 1990: Població sense dobles comptes |